# Рисор
Рисо́р (Хатар; устар. Рис-ор) — река в России, протекает по Чародинскому району Республики Дагестан. Длина реки составляет 38 км. Площадь водосборного бассейна — 327 км².
Начинается на склоне горы Арчиб-Худун, течёт в общем северном направлении. Устье реки находится в 56 км по правому берегу реки Каракойсу на высоте 1458 м над уровнем моря.
Основные притоки — Таклик (лв), Ейок (лв), Киренкра (пр), Шилиб (пр). На реке стоят сёла Кубатль, Алчуниб, Арчиб, Хитаб, Читаб, Дусрах, Чвадаб, Могроб, Багинуб, Мукутль, Хурух, Магар.

## Данные водного реестра
По данным государственного водного реестра России относится к Западно-Каспийскому бассейновому округу, водохозяйственный участок реки — Сулак от истока до Чиркейского гидроузла. Речной бассейн реки — Сулак.
Код объекта в государственном водном реестре — 07030000112109300001091.